# Флокування (поведінка)

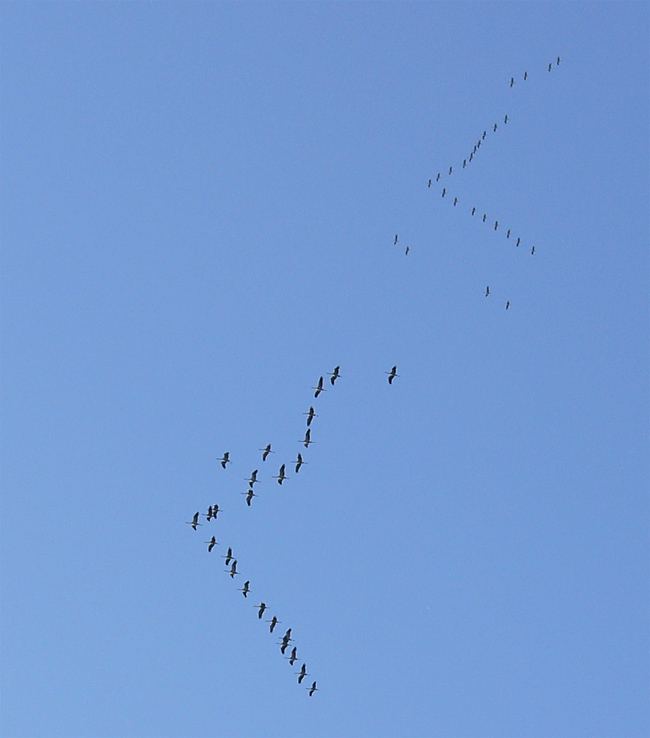
Дві зграї журавлів сірих

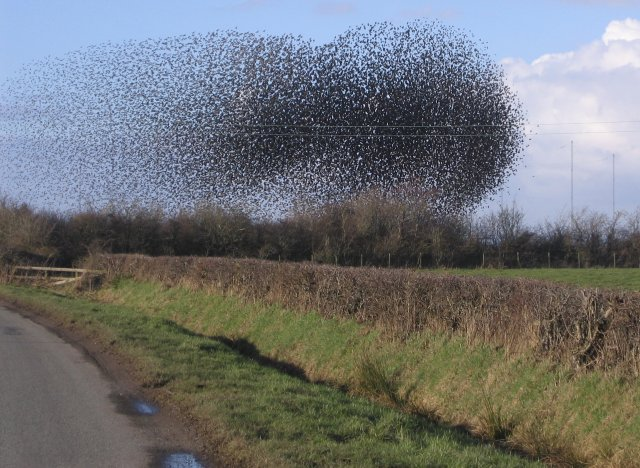
Роєподібна зграя шпаків

Флокування — це поведінка, що демонструється групою птахів, що називається зграєю, під час полювання або в польоті. Проводяться паралелі із косяками риб, роями комах і стадами наземних тварин.
Комп'ютерні імітації та математичні моделі, створені для наслідування поведінки флокування птахів, можуть бути також застосовані до флокування й інших видів. Як результат, термін «флокування» іноді використовується в комп'ютерних науках і до інших видів, крім птахів.
З точки зору математичних моделей, «флокування» — це колективний рух великої кількості самостійних осіб і є колективною поведінкою тварин, представленою багатьма живими істотами — пташками, рибою, бактеріями та комахами. Флокування вважається емерджентною — або такою, що виявляється несподівано, — поведінкою, що випливає із простих правил, яким слідують особи, і яка не включає в себе ніякої центральної координації.
Флокування було вперше зімітовано на комп'ютері в 1987 році Крейгом Рейнольдсом із його програмою моделювання, Boids. Ця програма симулює простих агентів, яким дозволено рухатись відповідно до кількох встановлених правил. Результатом є схожість поведінки на зграю птахів, косяк риби або рій комах.

## Правила флокування
Основні моделі поведінки флокування контролюються трьома простими правилами:
1. Розділення — уникнення скупчення сусідів (ближнє відштовхування)
2. Вирівнювання — прямування туди ж, куди в середньому прямують і сусіди
3. Згуртованість — прямування в напрямку середньої позиції між сусідами (тяжіння на великих відстанях)

Із цими трьома правилами, зграя рухається дуже реалістично, створюючи складний рух і взаємодію, що інакшим чином було б створити особливо важко.
Базова модель була розширена кількома способами з того часу, як Рейнольдс її запропонував. Наприклад, Дельгадо-Мата з колегами розширила базову модель, щоб залучити до неї ефект страху. Був використаний нюх для передачі емоцій між тваринами через феромони, змодельовані як частинки у газі, що безперешкодно поширюється. Гартман і Бенес  запропонували додаткову силу для вирівнювання, яку назвали зміною лідерства. Воно визначає шанси пташки стати лідером і, крім того, шанси на спробу втекти. Гемельрік та Гільденбрандт  використовували залучення, вирівнювання й уникнення і розширювали це рядом особливостей справжніх шпаків: по-перше, птахи літають відповідно до незмінної аеродинаміки крил, при повороті втрачаючи підйомну силу, по-друге, вони координуються скінченним числом взаємодій сусідів — 7 (як у справжніх шпаків), по-третє, вони намагаються залишитись вище, ніж місце, де птахи сплять (як роблять шпаки на світанку), і коли рухаються нагору із спального місця, то повертяться до нього поворотом, по-четверте, вони рухаються на відносно сталій швидкості. Автори показали, що специфіка поведінки польотів так само, як і великі взаємодії — як у зграях — і нечисельні взаємодії між партнерами є суттєвими для створення змінної форми зграї шпаків.

## Вимірювання
Вимірювання флокування птахів були зроблені із використанням високошвидкісних камер, а комп'ютерний аналіз був здійснений, щоб протестувати прості правила поведінки флокування. Було встановлення, що ці положення в основному правильні у випадку флокування птахів й незалежні від відстані між птахом і його сусідами. На додачу, має місце анізотропія відповідно до тенденції згуртування, з більшою згуртованістю по відношенню до сусідів збоку птиці, ніж спереду чи позаду. Поза сумнівом, це відбувається завдяки полю зору птиці, що більше орієнтується по боках, ніж попереду і позаду себе.
Деякі недавні дослідження базуються на аналізі кадрів зграй птахів над Римом за допомогою високошвидкісних камер, і використовують комп'ютерну модель, беручи за основу мінімальні правила поведінки.

## Складність алгоритму
В симуляції флокінгу немає центрального контролю, кожна пташка поводиться автономно. Іншими словами, кожна пташка має вирішувати сама, які зграї вважати своїм навколишнім середовищем. Зазвичай середовище визначається як коло (2D) або сфера (3D) з певним радіусом (який відображає досяжність).[джерело?]
Базове забезпечення реалізації алгоритму флокування має складність {\displaystyle O(n^{2})} — кожна пташка шукає з-поміж інших пташок тих, що потрапляють у її навколишнє середовище.
Можливі покращення:[джерело?]
- Поділ простору двовимірною сіткою. Уся територія, по якій може пересуватись зграя, ділиться на велику кількість комірок. Кожна комірка відповідає за те, скільки птахів у ній знаходиться. Кожного разу, коли пташка перелітає з одної комірки в іншу, сітка оновлюється.
  - Наприклад: 2D(3D) сітка в 2D(3D) симуляції флокінгу.
  - Складність: {\displaystyle O(nk)}, k — число оточуючих комірок навколо комірки; комірка пташки знаходиться із {\displaystyle O(1)}

Лі Спектор, Джон Клейн, Кріс Перрі and Марк Фейнштейн вивчали появу колективної поведінки в еволюційних обчислювальних системах.
Bernard Chazelle підтвердив, що за припущення, що кожна пташка підлаштовує свою швидкість і позицію під впливом інших птахів навкого всередині певного радіусу, час, що затрачається на збіжність до стаціонарного стану є ітерованою експонентою від логарифмічної кількості птахів. Це означає, що якщо число птахів є достатньо великим, час збіжності буде настільки великим, що може бути навіть безмежним. Цей результат стосується лише збіжності до стаціонарного стану. Наприклад, вистріли в повітря на краях зграї спричинять те, що вся зграя буде реагувати швидше, ніж може бути пояснено взаємодіями між сусідами, які є сповільнені затримкою в центральній нервовій системі птахів — птах-до-птаха-до-птаха.

## Застосування
У Кельні, Німеччина, два біологи з університету ЛІдса продемонстрували стадну поведінку серед людей. Група людей на вигляд є дуже схожою за поведінкою до зграї, де, якщо 5 % зграї змінять свій напрям руху, інші послідують за шаблоном. Якщо одна особа буде помічена як хижак і всі навколо будуть намагатись уникнути її, натовп буде рухатись дуже схоже на косяк риби.
Флокування також розглядалося як засіб контролю поведінки безпілотних літальних апаратів.
Флокування є поширеною технологією у скрінсейверах, а також використовується в анімації. Флокування використовується у багатьох фільмах  для генерації натовпу, що рухався б більш реалістично. Фільм Тіма Бертона «Бетмен повертається» (1992) використовував зграї кажанів, а «Король Лев» (1994) від Діснею включав у себе тисняву антилоп гну.
Флокування має більше цікавих застосувань. Воно застосовується для автоматичного програмування багатоканальних інтернет-радіостанцій . Також флокування використовується для візуалізації інформації 
і для завдань оптимізації.
Також дослідження поведінки птахів було здійснене українськими вченими у Львівському національному університеті імені Івана Франка.